# قمة ماتافاو
قمة ماتافاو هو جبل في ساموا الأمريكية في جزيرة توتويلا. بارتفاع 653 مترًا (2142 قدمًا) يعتبر أعلى قمة في الجزيرة.